# Крушвиця
Крушви́ця (пол. Kruszwica, нім. Kruschwitz) — місто в центральній Польщі, у районі Гнєзненських озер. Розташовано на північному березі озера Гопло, у місці витоку річки Нотець.
Належить до Іновроцлавського повіту Куявсько-Поморського воєводства.

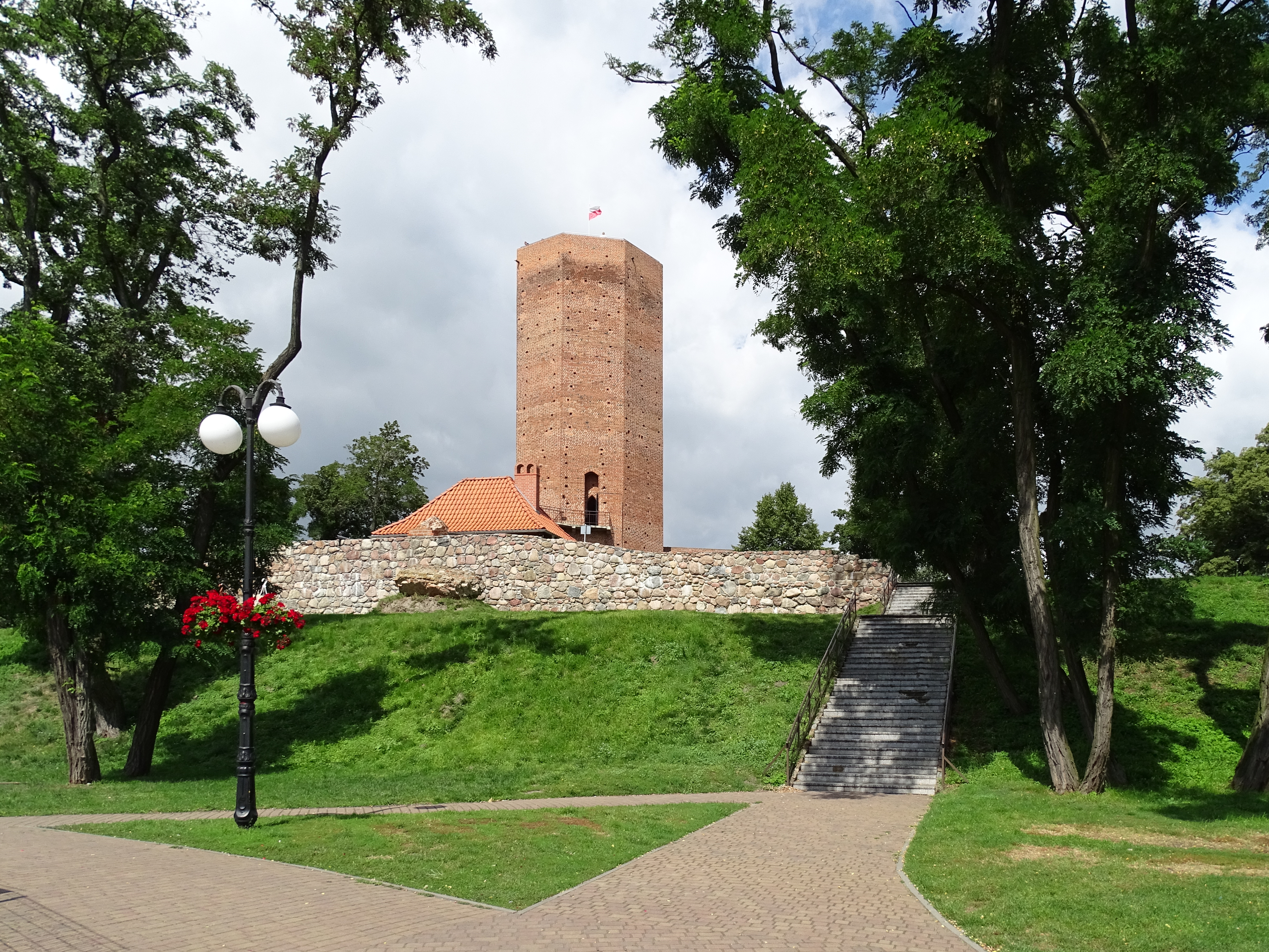
Замкові залишки, так звана Миша башта.

## Демографія
Демографічна структура станом на 31 березня 2011 року:
|          | Загалом | Допрацездатний вік | Працездатний вік | Постпрацездатний вік |
| -------- | ------- | ------------------ | ---------------- | -------------------- |
| Чоловіки | 4445    | 819                | 3191             | 435                  |
| Жінки    | 4885    | 844                | 2960             | 1081                 |
| Разом    | 9330    | 1663               | 6151             | 1516                 |